# NGC 5807
NGC 5807 ist eine 14,2 mag helle kompakte Galaxie vom Hubble-Typ C im Sternbild Drache am Nordsternhimmel und ist schätzungsweise 386 Millionen Lichtjahre von der Milchstraße entfernt.
Sie wurde am 14. September 1866 von Heinrich Louis d’Arrest entdeckt.